# Brea (Califòrnia)
Brea és una ciutat dels Estats Units a l'estat de Califòrnia. Segons el cens del 2010 tenia 40.377 habitants.

## Demografia
Segons el cens del 2000, Brea tenia 35.410 habitants, 13.067 habitatges, i 9.303 famílies. La densitat de població era de 1.297,1 habitants/km².
Dels 13.067 habitatges en un 34,6% hi vivien nens de menys de 18 anys, en un 56,6% hi vivien parelles casades, en un 10,5% dones solteres, i en un 28,8% no eren unitats familiars. En el 23% dels habitatges hi vivien persones soles el 8,5% de les quals corresponia a persones de 65 anys o més que vivien soles. El nombre mitjà de persones vivint en cada habitatge era de 2,7 i el nombre mitjà de persones que vivien en cada família era de 3,21.
Per edats la població es repartia de la següent manera: un 25,6% tenia menys de 18 anys, un 8,5% entre 18 i 24, un 30,4% entre 25 i 44, un 24,1% de 45 a 60 i un 11,4% 65 anys o més.
L'edat mediana era de 36 anys. Per cada 100 dones de 18 o més anys hi havia 91,9 homes.
La renda mediana per habitatge era de 64.820 $ i la renda mediana per família de 68.423 $. Els homes tenien una renda mediana de 50.500 $ mentre que les dones 35.674 $. La renda per capita de la població era de 26.307 $. Entorn del 3,4% de les famílies i el 5,3% de la població estaven per davall del llindar de pobresa.

## Poblacions properes
El següent diagrama mostra les poblacions més properes.